# Gumelem Wetan
Gumelem Wetan is een bestuurslaag in het regentschap Banjarnegara van de provincie Midden-Java, Indonesië. Gumelem Wetan telt 9159 inwoners (volkstelling 2010).